# Comunisme soviètic
Comunisme soviètic és una expressió molt utilitzada en la bibliografia, amb la qual es designen a les diferents variants del comunisme, basades en el Marxisme, i desenvolupades teòricament o experimentades en la pràctica en la Unió Soviètica a partir del 1917 (Revolució soviètica).

## "Comunisme" i "soviètic"
El terme "comunisme" fa referència a les propostes polític-econòmic-socials del moviment obrer que va evolucionar des del socialisme utòpic de la primera meitat del segle xix fins al marxisme (1848 Manifest Comunista, 1867 El Capital) i el bakuninismo o anarcocomunismo. Quan s'utilitza per referir-se al projecte genèric d'emancipació del proletariat, és indistinguible amb el terme "socialisme"; mentre que el tret diferenciador és molt marcat quan la intenció del que els usa és diferenciar políticament entre els partits comunistes i els partits socialdemòcrates, fins al punt que cadascun d'ells els utilitzen com descalificativos insultantes per referir-se al seu oposat, fins i tot associant-los a altres conceptes: social-feixista, social-traïdor, imperialisme comunista, tirania comunista, etc. Aquestes últimes expressions són també usades des del anticomunisme d'altres orientacions polítiques, al costat d'altres expressions, com la irònica paradís comunista. Des de la terminologia pròpia del comunisme soviètic (que va desenvolupar un llenguatge molt estereotipat) era molt usual utilitzar com a qualificatius despectius termes com desviacionista, revisionista o reaccionari.
El terme "soviet" (del rus Совет) designa a les assemblees revolucionàries compostes per obrers que s'havien apoderat de les seves fàbriques i els soldats que havien desertat de l'exèrcit tsarista durant la revolució.
Posteriorment es van triar les denominacions soviètic i comunista com a adjectius definitoris, respectivament, de l'estat Socialista i del partit únic que es creen a partir de l'antiga Rússia tsarista (República Socialista Federativa Soviètica de Rússia i altres repúbliques soviètiques, 1918, Unió de Repúbliques Socialistes Soviètiques, 1922) i el partit bolxevic totalitari (successives redenominacions en 1918 -Partit Comunista Rus (bolxevic)-, 1925 -Partit Comunista dels Bolxevics de la Unió- i 1952 -Partit Comunista de la Unió Soviètica-).

## Tres variants del comunisme soviètic

### Leninisme
El leninisme, denominat així per Vladímir Ilich Uliánov Lenin, el primer dirigent de la revolució i del nou estat, al que explícitament va plantejar com una fase transitòria de dictadura del proletariat en la construcció d'un estat socialista, que en un futur hauria d'aconseguir la desaparició de les classes socials i amb això l'aparició d'un home nou. El concepte leninista d'avantguarda revolucionària i la seva interpretació de la nova fase en què havia entrat el capitalisme (l'imperialisme) van ser els suports teòrics d'una revolució que no responia als esquemes marxistes vuitcentistes. Dos lemes atribuïts a Lenin van passar a ser definitoris del comunisme soviètic: Socialisme = electrificació + poder dels soviets; Llibertat per a què?
No obstant això, va percebre clarament la necessitat d'adequar-se a les condicions reals, i no va tenir inconvenient a retrocedir en la construcció del socialisme iniciada en el període anomenat comunisme de guerra (1919-1921) quan va considerar necessari reintroduir elements capitalistes, de mercat i iniciativa privada en el període de la Nova Política Econòmica NEP (1921-1928). Els anys finals de la vida de Lenin (de maig de 1922 a gener de 1924), en què progressivament va perdre totes les facultats físiques i mentals, malgrat la qual cosa se li va mantenir teòricament en el poder, van inaugurar una de les pràctiques de major continuïtat en el comunisme soviètic: la gerontocràcia o govern dels vells, per la qual el mecanisme revolucionari de selecció de les elits condueix a la seva perpetuació en el poder fins a la mort (fins i tot en alguns altres règims comunistes fins a la successió biològica -dinasties comunistes-). Amb el nom de kremlinología es va acabar designant a la interpretació de subtils canvis en els missatges, molts d'ells vinculats a l'estat de salut dels dirigents, expressats en una terminologia estereotipada, que constituïen la part essencial de l'activitat política.

### Estalinisme
L'estalinisme, denominat així per Iósif Vissariónovich Dzhugashvili Stalin, el segon dirigent de la Unió Soviètica en els anys trenta i quaranta. La seva política denominada el socialisme en un sol país es basava en la consideració de la possibilitat de la supervivència autàrquica de Rússia enfront de la resta del món dominat per les potències denominades capitalistes i imperialistes, on els partits comunistes locals es mantenien vinculats al Partit Comunista de la Unió Soviètica (PCUS) mitjançant les successives refundacions de la internacional comunista (primer el Komintern i després el Kominform -des de 1947-) i polítiques d'aliances antifeixistes amb moviments progressistes (Fronts Populars, Dimitrov).

### Trotskisme
El trotskisme, denominat així per León Trotski, fins a 1927 u dels màxims dirigents de la Unió Soviètica, i en l'exili des de 1929. Encara que els seus enfrontaments amb Stalin provenien d'abans, es van manifestar durant el període de l'agonia de Lenin i el que es va obrir després de la seva mort. Discrepava radicalment per l'estratègia que havia de seguir la revolució (enfront del socialisme en un sol país proposava la revolució permanent). Després de la purga dels trotskistes, el trotskisme (denominació equivalent a una acusació de delicte en el si dels partits comunistes de qualsevol país) es va convertir en un moviment separat de la Unió Soviètica i molt crític amb ella, fundant la quarta internacional. Els enfrontaments entre trotskistas (amb el suport de part dels anarquistes) i estalinistes (amb el suport de part dels socialistes), i posteriorment entre comunistes, anarquistes i socialistes, van protagonitzar els enfrontaments interns en el bàndol republicà durant la Guerra Civil Espanyola (successos de Barcelona de 1937 i cop de Casat de 1939). George Orwell, present en aquests enfrontaments, els va immortalitzar en la seva literatura (Homenatge a Catalunya, Animal Farm, 1984). Trotsky es va establir a Mèxic, on els enfrontaments entre trotskistes i estalinistes es van reproduir amb violència, arribant a l'assassinat del propi dirigent el 21 d'agost de 1940.